# Das Leben danach
Das Leben danach ist ein deutscher Fernsehfilm von 2017. Er thematisiert traumatisierte Opfer des Unglücks bei der Loveparade 2010.

## Handlung
Im Zentrum steht die 24-jährige Antonia Schneider. Sie war beim Unglück bei der Loveparade 2010 dabei und leidet seitdem an Panikattacken. Nachdem sie die Gedenkstätte am Tunnel verwüstet hat, muss sie vor zwei Polizeibeamten fliehen und wird von dem zufällig vorbeifahrenden Taxifahrer Sascha mitgenommen. Dieser zeigt sie nicht an, obwohl eine Personenfahndung ausgerufen wird. Vom Leiter Paul der Selbsthilfegruppe „Rampe“ erfährt Antonia, dass jener Sascha als Gutachter mitverantwortlich an der damaligen Katastrophe war. Antonia möchte ihn nun dafür bestrafen. Sie klärt seinen 14-jährigen Sohn Jasper über die Verfehlungen seines Vaters auf und verführt den Sohn anschließend. Auch Antonias Vater Thomas wird handgreiflich gegen Sascha und beschimpft ihn als „Mörder“. Antonia wird wegen ihrer Verfehlungen aus dem Haus geworfen. 
In der Selbsthilfegruppe gesteht Antonia ihre Liebe zu Sascha. Ein Mitglied verweist sie aus der Gruppe. Antonia erscheint beim Konzert der Band ihres Vaters. Es kommt wieder zu einer Panikattacke und das Konzert muss unterbrochen werden, trotzdem ist ihr Vater stolz auf sie. Antonia steigt in Saschas Taxi und beide fahren davon.

## Aufführung
Die Uraufführung des Filmes war am 23. Juni 2017 beim Filmfest München. Das Drama lief auch in den Wettbewerben um den „Filmkunstpreis“ und den „Publikumspreis“ beim Festival des deutschen Films in Ludwigshafen. Dort wurde die WDR-Redakteurin Lucia Keuter überdies für ihre Arbeit an dem Filmprojekt mit dem „Medienkulturpreis 2017“ ausgezeichnet. Auf dem Kinofest Lünen 2017 gewann Das Leben danach den Publikumspreis „RuhrPott“. Anfang 2018 wurde das Drama zudem für den Grimme-Preis nominiert. Außerdem erhielten die Autoren Eva und Volker A. Zahn sowie Regisseurin Nicole Weegmann den Robert-Geisendörfer-Preis 2018, den Medienpreis der Evangelischen Kirche. Die TV-Erstausstrahlung war am 27. September 2017 beim FilmMittwoch im Ersten.

## Kritik
„Beklemmend und fast unangenehm fühlt es sich an, wenn die traumatisierte junge Frau sich in ihrer Wut und ihrer Hilflosigkeit festfährt. Jella Haase überzeugt in der heftigen Rolle der von Grund auf verstörten Persönlichkeit, die keine Perspektive in ihrem Leben finden kann.“

„Bei all dem Schrecklichen, das Sascha und Toni in sich tragen, das in sie hineinkragt, das in Flashbacks und ein paar Dokumentarfilmszenen ohne jegliche Sensationsgier immer wieder mal als Albträume eingeblendet wird, bei alldem bleibt ‚Das Leben danach‘ ein zutiefst menschlicher Film. Einer, der offensichtlich nah am Alltag ist. Lebendig. Und traurig. Und einen nicht loslässt.“

„‚Das Leben danach‘ ist großes Fernsehen.“

„Herausgekommen ist kein neunmalkluges Gerichtsdrama, kein tickender Katastrophenfilm, kein Abgesang auf die Generation Rave, eben nicht das Naheliegende, sondern eine sehr besondere Lovestory, bei der es die Liebe allerdings sehr schwer hat.“

„Ein klassisches Fernsehstück für den Mittwoch: hohe gesellschaftliche Relevanz, aufklärerischer Anspruch! Oft erschlagen bei diesen Produktionen die großen Themen die kleinen Figuren. Dass es hier nicht so ist, ist auch Regisseurin Nicole Weegmann (Grimme-Preis für ‚Ein Teil von uns‘) und den Drehbuchautoren Eva und Volker A. Zahn zu verdanken. Die drei waren zusammen auch für den Mittelstandsselbstzerfleischungstrip ‚Mobbing‘ verantwortlich. Mag am Anfang bei ihren Arbeiten das gesellschaftspolitische Sujet stehen, so ist dieses Sujet doch stets in einen sozialen Kosmos eingebettet, dessen Figuren Leben atmen. Schönes, scheußliches Leben.“

„Die Art und Weise, wie dieser Film diese emotionalen Faustschläge mit fein abgestuften und grandios gespielten Charakterportraits verbindet, macht ihn zu einem herausragenden Drama. Da stimmt eigentlich alles, und da wirkt selbst die Andeutung von Hoffnung und Vergebung am Ende nicht aufgesetzt.“